# Rang (typographie)
Pour les articles homonymes, voir Rang.

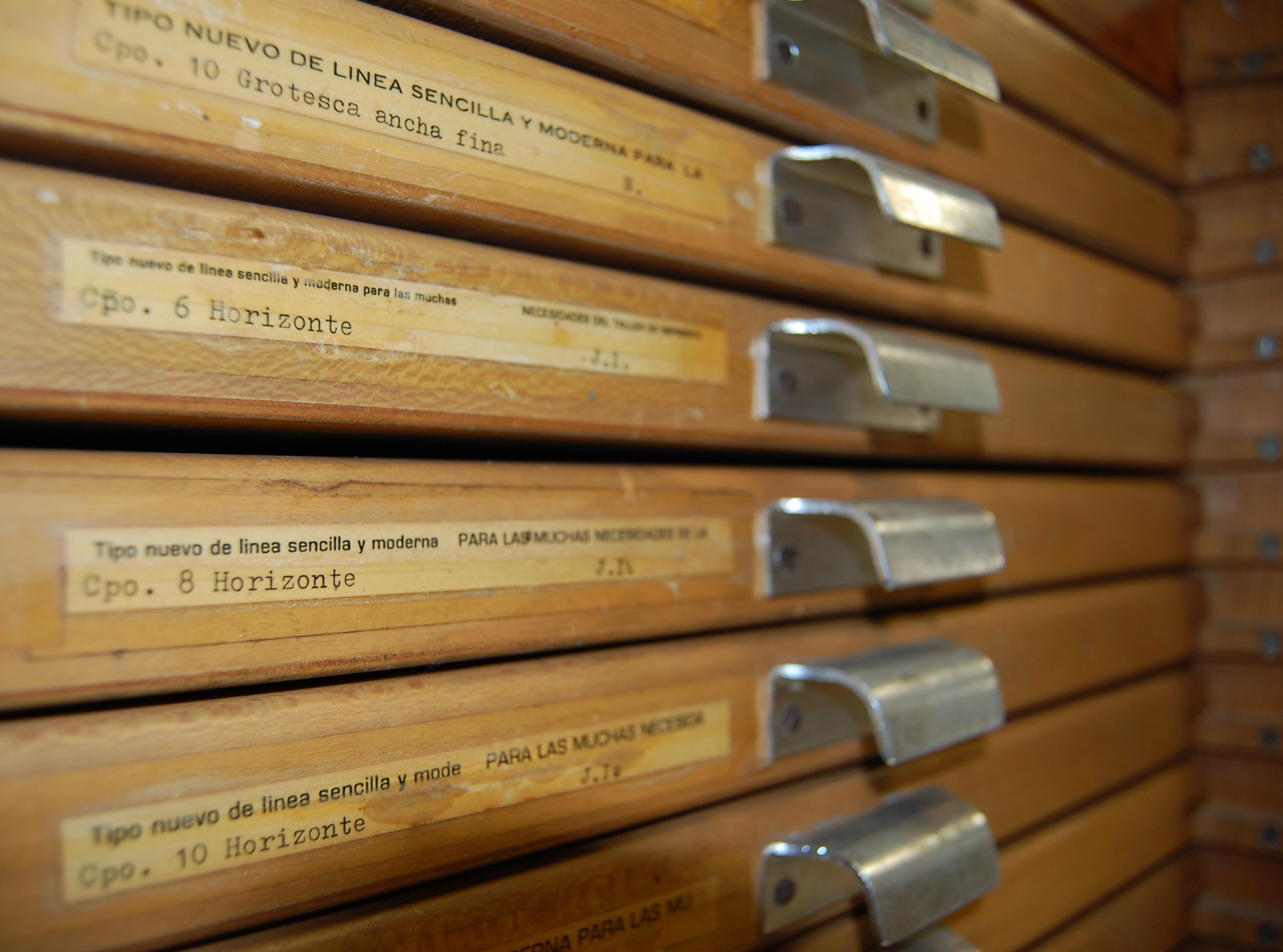
Casses dans leur rang.

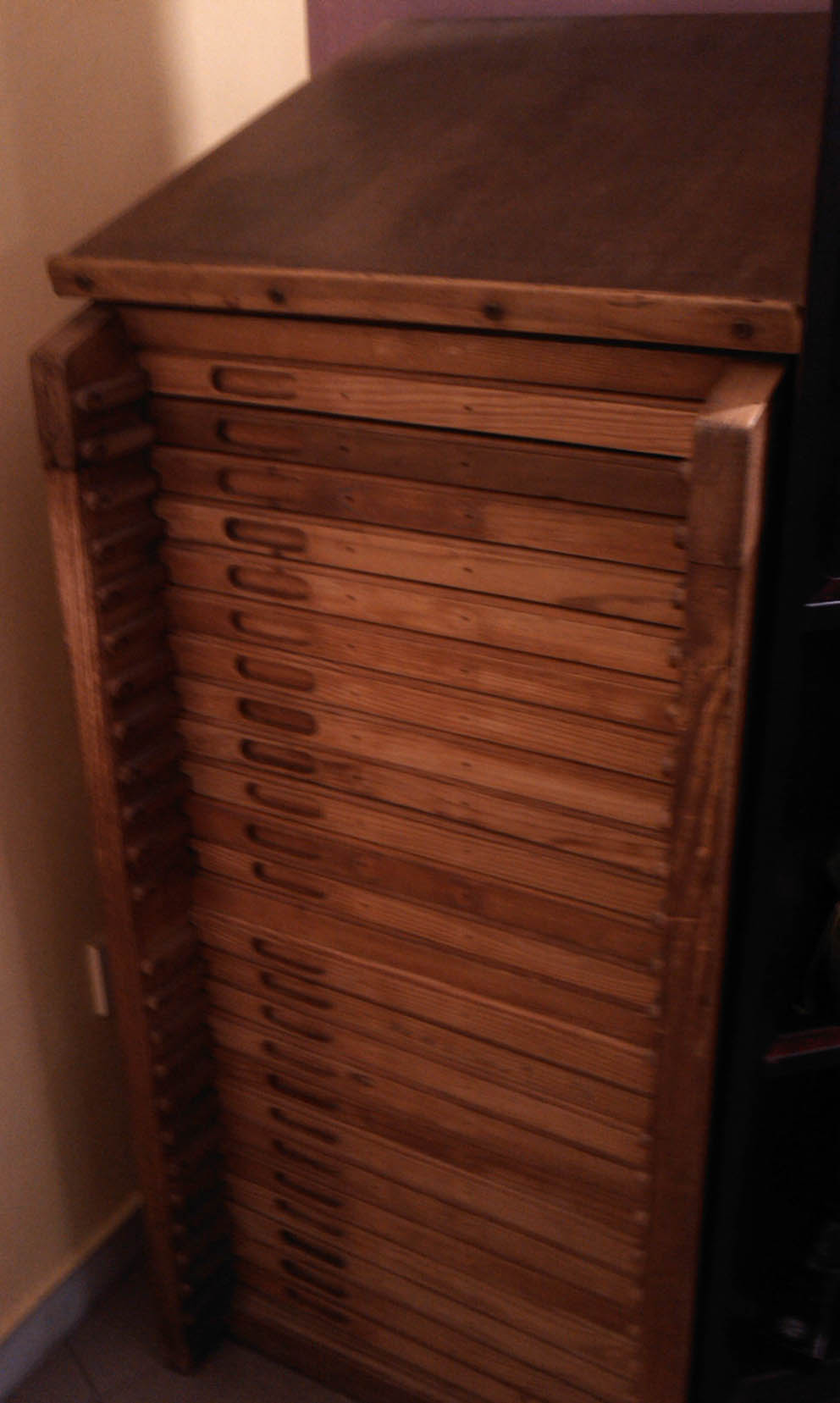
Un rang typographique.

En typographie, le rang est un meuble, généralement en bois, mais aussi en métal, qui sert à ranger les casses de caractères, les casseaux (demi-casses pour les caractères spéciaux) et les ais (plateaux de bois montés sur glissières, qui supportent les compositions en attente). La partie supérieure peut être inclinée pour former une sorte de pupitre. Le compositeur typographe y place la casse qu’il utilise pour composer son texte. La partie supérieure plane, souvent revêtue de zinc, sert de plan de travail au typographe pour la composition et la distribution. Il y dépose ses outils et la composition en cours. 
Les dimensions du rang sont plus ou moins normalisées, en fonction des dimensions des casses qu’il contient : la hauteur de 1 m, la hauteur arrière avec le pupitre 1,30 m, la profondeur de 65 cm. La largeur, selon  les dimensions des casseaux et des casses, est de 36 cm, 75 cm ou 105 cm, ou plus par combinaison de ces différentes largeurs. 
Sous leur forme la plus réduite, les rangs étaient des tréteaux sur lesquels on posait la casse, et généralement prévus pour deux compositeurs côte à côte.
Des rangs perfectionnés peuvent être équipés d’accessoires variés, un lingotier par exemple (meuble, ou partie d’un rang, où on range les lingots, éléments en plomb non imprimants pour remplir les blancs, espaces entre paragraphes, marges, etc.) Les interlignes sont rangées séparément dans un interlignier. 
Le typographe travaille généralement debout, mais certains rangs peuvent être munis d’un siège mobile.